# Иституто Елјотерапико (Виченца)
Иституто Елјотерапико је насеље у Италији у округу Виченца, региону Венето.
Према процени из 2011. у насељу је живело 1 становника. Насеље се налази на надморској висини од 1231 м.